# Martin B-57 Canberra
Martin B-57 Canberra − dwusilnikowy odrzutowy lekki bombowiec i samolot rozpoznawczy, który wszedł do służby w latach 50. XX wieku. Samolot bazuje na brytyjskim samolocie English Electric Canberra i produkowany był przez amerykańską wytwórnię lotniczą Glenn L. Martin Company.

## Użytkownicy
- United States Air Force
- Pakistan Air Force
- Siły Powietrzne Republiki Chińskiej
- Wietnamskie Siły Powietrzne (nieoficjalnie od 1966, zrezygnowano z eksploatacji)